# جیانلوکا سامپیترو
جیانلوکا سامپیترو (انگلیسی: Gianluca Sampietro؛ زادهٔ ۱۵ مارس ۱۹۹۳) بازیکن فوتبال اهل ایتالیا است.
از باشگاه‌هایی که در آن بازی کرده‌است می‌توان به باشگاه فوتبال آنکونا، باشگاه فوتبال ارورا پرو پاتریا ۱۹۱۹، باشگاه فوتبال سمپدوریا، و باشگاه فوتبال پیزا اشاره کرد.
وی همچنین در تیم‌های ملی فوتبال زیر ۱۸ سال ایتالیا، زیر ۱۹ سال ایتالیا، و زیر ۲۰ سال ایتالیا بازی کرده‌است.